# 美国康姆航空5191号班机空难
康姆航空5191号班机空难（英語：Comair Flight 5191）是发生于2006年8月27日肯塔基州莱克星顿蓝草机场的飞机坠毁事故。这架庞巴迪CRJ100飞机本计划当日从蓝草机场飞往佐治亚州的亚特兰大国际机场。当日凌晨约06:07（美国东部时间）:1本应使用22号跑道起飞的班机却用了较短的26号跑道，未达到起飞速度的班机在跑道尽头冲出跑道坠毁。机上50人中49人死亡，唯一的幸存者是副驾驶詹姆斯·波勒辛克。
在国家运输安全委员会对该空难的调查报告中，认定本次空难最可能的原因是飞行员失误。这是继2004年的中国东方航空5210号班机空难使53人丧生后，又一起涉及庞巴迪CRJ100/200的严重事故。机组员在滑行至跑道时闲聊，态度过于轻浮，也未检查飞机所在地点是否正确，最终滑行至错误的跑道。
空难发生后，蓝草机场的跑道进行了改建。2021年空中浩劫第21季第3集重现了这一事件。